# 赤地之戀
《赤地之恋》是张爱玲在二十世纪五十年代初离开中國到香港后创作的一部小说。小说以中文出版，後由張愛玲親自翻譯為英文。

## 背景
张爱玲在1952年離開上海前往香港，在香港美國新聞處翻譯英文書籍謀生。他在香港期間撰寫了《秧歌》與《赤地之恋》，兩本書皆與香港美國新聞處合作，在「美援文藝體制」下出版。
1953年，香港美國新聞處的譯書計畫中有名為《告別朝鮮前線》的小說，情節由美國新聞處與香港政論家徐東濱共同構思。到了隔年，該書的作者變為張愛玲，而書名也更為《赤地之恋》。
張愛玲曾稱該作大綱非自己擬定，故寫作時不順手。

## 故事内容
小说以大学生干部刘荃毕业以后接受组织分配的经历为主线，描写了土地改革运动、“三反”运动、朝鲜战争等等纷纭的政治局面裏人们的生活状态。

## 故事簡介
大學生劉荃與黃絹二人，在新中国成立後接連不斷率獸食人的政治運動中的生活。他們因中國共產黨及其政治運動結緣，也因共黨的政治而永無再見之日。劉荃在痛苦中志願上戰場而受傷被俘，在送醫治療期間仍感受到共產黨的窺視。他在戰俘營中因緣際會認識了新朋友，又背棄這最後的友情，只因為他在痛苦與憤恨中對共產黨及其治下的中國又產生出新的想法。
劉荃與黃絹及一干同學，在張勵的帶領下參與土改。在見證政治運動的殘酷與不公時，雖然明白事理，但在共產黨所鼓起的群眾狂熱及張勵的政治語言操作下，也只有噤聲。張勵對黃絹意圖不軌，但黃絹與劉荃卻因想法接近而產生感情。劉荃與張勵於土改進行中被調到位於上海的抗美援朝總會分會，遇見了男女關係開放的解放日報「老幹部」戈珊。劉荃與之產生私情後，因戈珊對感情太隨便而起爭執。恰逢黃絹也輾轉調任至此地的報社，劉荃心下有愧，戈珊故作姿態。其後爆發三反運動。劉荃的上司趙楚在運動中得罪高層，身為生死至交的崔平為求自保而落井下石，終至家破人亡。戈珊亦挨批鬥，不得不供出與之有勾搭的張勵，卻沒有招出劉荃。張勵遭批鬥關押後又被釋出，劉荃認為一定會被他報復，其後果因其上司而被牽連。黃絹極力奔走營救，戈珊安排她找上新華社社長申凱夫，卻其實不懷好意。劉荃最終獲釋，卻是黃絹答應與申凱夫同居所換來的，從此兩人天各一方，再無相見之日。

## 评价
本書評價兩極，在文學上，夏志清評张爱玲對文字技巧運用極佳，且對人性觀察透徹；在政治上，左派認為該書的反共主義是替美帝國主義、中國國民黨宣傳。
张爱玲给胡适写信说：“因为要顾到东南亚一般读者的兴味，自己很不满意。”《蝉——夜访张爱玲》写道，张爱玲受访时说《赤地之恋》是在“授权”的情形下写成的，她非常不满意。